# Chris Quinn
Christopher James Quinn (New Orleans, Luisiana, 27 de septiembre de 1983) es un exjugador de baloncesto estadounidense que actualmente es asistente en los Miami Heat de la NBA.

## Carrera

### High School
Quinn asistió al Instituto Dublin Coffman en Dublín, Ohio, donde estableció 14 récords y fue nombrado Jugador del Año por Columbus Dispatch Agonis en 2002. Fue elegido también en dos ocasiones en el mejor quinteto estatal del año, jugador del año de la Ohio Capital Conference y segundo en la votación del "Mr. Basketball" de Ohio en su año sénior. Quinn lideró a su equipo a los campeonatos de conferencia de 2001 y 2002, además de proclamarse campeón de distrito por doble ocasión.

### Universidad
En la Universidad de Norte Dame pasó tres años, siendo cocapitán en dos ocasiones. Apareció en 122 partidos, 80 como titular, y promedio 11.1 puntos, 3.5 asistencias, 2.7 rebotes, 1.27 robos y 31.3 minutos con un 44.7% en tiros de campo, 41.7% en triples y 82.5% en tiros libres. Como sénior, fue elegido en el mejor quinteto de la Big East Conference tras promediar 17.7 puntos, 6.5 asistencias y 3.8 robos por partido, liderando al equipo en anotación, asistencias y empatado en robos de balón. La temporada anterior fue seleccionado para disputar el Big East Academic All-Star, jugando en la campaña 27 partidos y firmando 13.1 puntos, 3.2 asistencias y 2.9 rebotes. Como sophomore sus números fueron 14.3 puntos y 3.3 asistencias por partido, y como freshman 3.9 puntos y 1.6 rebotes, siendo seleccionado para el Big East Academic All-Star.

### NBA
Tras no ser drafteado, Miami Heat le fichó como agente libre en verano de 2006. En su primera temporada en la liga, Quinn disputó 42 partidos, uno de ellos como titular, promediando 3.4 puntos, 1.5 asistencias y 0.7 rebotes en 9.7 minutos en cancha. El 5 de febrero de 2007 ante Charlotte Bobcats realizó el mejor partido en lo que lleva de carrera en la NBA, anotando 14 puntos y cogiendo 5 rebotes en 36 minutos.Pasa a los New Jersey Nets a cambio del draft de segunda ronda del 2012, protegido.
El 5 de enero de 2010, Quinn fue traspasado a New Jersey Nets junto con una elección de segunda ronda del draft de 2012 y dinero a cambio de una segunda ronda condicional de 2010.
En noviembre de 2010 ficha por San Antonio Spurs, ocupando el puesto que deja Bobby Simmons.

### Europa
La temporada 2011/12 emprende su primera aventura europea enrolándose en el equipo ruso del Khimki BC, donde conquistaría la Eurocup ante el Valencia Basket en un partido en el que anotará canastas decisivas en los minutos finales tras la eliminación de la estrella Zoran Planinić.

### NBA
El jugador realizó la pretemporada NBA con Utah Jazz, siendo el último descarte de la franquicia de Salt Lake City el 25 de octubre de 2012. 

### Europa
En noviembre de 2012 se incorpora por un mes al Valencia Basket para cubrir la baja por lesión de Thomas Kelati.
En diciembre tras un mes en el equipo deja España y vuelve a Estados Unidos para jugar con los Tulsa 66ers en la NBA D-League.

### Entrenador
El 28 de octubre de 2013, fue contratado por la universidad de Northwestern, como asistente del entrenador Chris Collins para ayudar en el desarrollo de jugadores.
El 17 de septiembre de 2014, firmó como asistente de Miami Heat.

## Estadísticas de su carrera en la NBA

### Temporada regular
| Año     | Equipo      | PJ  | PT | MPP  | %TC  | %3P  | %TL   | RPP | APP | ROB | TPP | PPP |
| ------- | ----------- | --- | -- | ---- | ---- | ---- | ----- | --- | --- | --- | --- | --- |
| 2006–07 | Miami       | 42  | 1  | 9.7  | .366 | .351 | .676  | .7  | 1.5 | .4  | .0  | 3.4 |
| 2007–08 | Miami       | 60  | 25 | 22.3 | .424 | .403 | .867  | 2.0 | 3.0 | .8  | .1  | 7.8 |
| 2008–09 | Miami       | 66  | 0  | 14.6 | .408 | .409 | .810  | 1.1 | 2.0 | .4  | .0  | 5.1 |
| 2009–10 | New Jersey  | 25  | 0  | 8.9  | .357 | .313 | 1.000 | .6  | 1.2 | .4  | .0  | 2.2 |
| 2010-11 | San Antonio | 41  | 0  | 7.1  | .363 | .297 | .500  | 1.1 | 1.0 | .1  | .0  | 2.0 |
| Total   | Total       | 234 | 26 | 13.8 | .401 | .382 | .807  | 1.1 | 1.9 | .4  | .0  | 4.6 |

### Playoffs
| Año     | Equipo | PJ | PT | MPP | %TC  | %3P  | %TL   | RPP | APP | ROB | TPP | PPP |
| ------- | ------ | -- | -- | --- | ---- | ---- | ----- | --- | --- | --- | --- | --- |
| 2008–09 | Miami  | 5  | 0  | 4.8 | .429 | .000 | 1.000 | .2  | 1.0 | .4  | .0  | 1.6 |
| Total   | Total  | 5  | 0  | 4.8 | .429 | .000 | 1.000 | .2  | 1.0 | .4  | .0  | 1.6 |